# Tomiko Arakawa
Tomiko Arakawa (jap. 荒川とみ子, Arakawa Tomiko; * um 1930) ist eine japanische Badmintonspielerin. 

## Karriere
Tomiko Arakawa war 1952 erstmals bei den nationalen Titelkämpfen in Japan erfolgreich, wobei sie die Damendoppelkonkurrenz gemeinsam mit Fumiko Endō gewinnen konnte. 1953 siegte sie erneut in dieser Disziplin, diesmal jedoch mit Utako Kobayashi an ihrer Seite. 1953 gewann sie auch den Titel im Dameneinzel.

## Sportliche Erfolge
| Saison | Veranstaltung                | Disziplin   | Platz | Name                             |
| ------ | ---------------------------- | ----------- | ----- | -------------------------------- |
| 1952   | Japan: Einzelmeisterschaften | Damendoppel | 1     | Fumiko Endō / Tomiko Arakawa     |
| 1953   | Japan: Einzelmeisterschaften | Dameneinzel | 1     | Tomiko Arakawa                   |
| 1953   | Japan: Einzelmeisterschaften | Damendoppel | 1     | Utako Kobayashi / Tomiko Arakawa |

## Referenzen
- Japanische Badmintonmeisterschaften 1947–2004 (Memento vom 28. August 2007 im Internet Archive)
- Annual Handbook of the International Badminton Federation, London, 29. Auflage 1971, S. 222–223

| Personendaten    | Personendaten                 |
| ---------------- | ----------------------------- |
| NAME             | Arakawa, Tomiko               |
| ALTERNATIVNAMEN  | 荒川とみ子                    |
| KURZBESCHREIBUNG | japanische Badmintonspielerin |
| GEBURTSDATUM     | um 1930                       |